# Dak'Art 1998
Dak'Art 1998 è la terza edizione della Biennale di Dakar, consacrata all'arte contemporanea africana e organizzata a Dakar in Senegal nel 1998. La Biennale di Dakar del 1998 è caratterizzata da un allargamento geografico nella selezione degli artisti invitati che includono anche gli artisti della diaspora, e per la presenza di opere fotografiche. Per la prima volta viene organizzato il MAPA, un'esposizione vendita di arte contemporanea africana e viene utilizzata la sede della Casa della Cultura Douta Seck per alcune mostre e per i dibattiti.

## Storia
La terza edizione della Biennale è anticipata di un mese rispetto alla data prevista (25-30 maggio) a causa delle elezioni legislative (24 maggio 1998) e si svolse dal 24 al 30 aprile 1998. L'annuncio è dato dal Ministro della Cultura Abdoulaye Elimane Kane il 31 dicembre 1997, poche settimane dopo la fine della selezione degli artisti da parte del Comitato Internazionale di Selezione e di Giuria (8-12 dicembre 1997). Il giorno prima dell'apertura di Dak'Art 1998 si svolge il laboratorio per la stampa nazionale ed internazionale presso la delegazione della Commissione Europea a Dakar, durante il quale sono presentati i finanziamenti europei destinati alla cultura in Africa e si discute il tema L'Arte in Senegal: nuova generazione. Il dibattito organizzato dalla delegazione di Dakar della Commissione Europea ha il titolo Arts plastiques au Sénégal: nouvelle génération. Al laboratorio parteciparono, tra gli altri, Rémi Sagna (segretario generale della Biennale), Gilles Desesquelles (consigliere della Commissione Europea), Babacar Ndiaye (coordinatore del programma di sostegno alle iniziative culturali PSIC-Sénégal), Yacouba Konaté (critico d'arte, curatore e coordinatore del programma di sostegno alle iniziative culturali PSIC-Côte d'Ivoire) ed Elsa Despiney (storica dell'arte).

## Organizzazione

### Comitato internazionale di selezione e di giuria
L'edizione del 1998 mantiene la struttura del Comitato Internazionale di Selezione e di Giuria dell'edizione del 1996, aggiungendo alcuni nuovi responsabili. Continuano ad esserci un rappresentante di rivista d'arte (la canadese Chantal Ponbriand), un gallerista africano (la sudafricana Linda Givon), un collezionista africano (Edem Kodjo del Togo) ed un artista africano (il senegalese Ousmane Sow). Sono aggiunti: un gallerista europeo (il belga Lucien Billinelli), un conservatore di museo (Danièle Giraudy dalla Francia) ed un designer (la belga Diana Porfirio). Vi sono ancora cinque curatori incaricati di selezionare i cinque artisti per le Esposizioni Individuali (due curatori americani, un curatore europeo e due curatori africani): Mary Jane Jacob (USA), Dominique Fontaine (Canada), Alfons Hug (Germania), Yacouba Konaté (Costa d'Avorio) e Ali Louati (Tunisia).

### Budget
Dak'Art 1998 ha un budget di 417.650.796 franchi CFA [630.134,80 euro], con un contributo nazionale di 95.758.000 franchi CFA [144.475,84 euro, circa il 23% del budget complessivo] ed un contributo europeo di 250.000.000 franchi CFA [377.190,00 euro, circa il 60% del budget complessivo]: secondo il documento redatto da Ousmane Sow Huchard; secondo un'intervista a Rémi Sagna il budget totale della Biennale fu di 439.000.000 franchi CFA [662.345,64 euro].

## Programma

### Programma ufficiale

#### Inaugurazione
La Biennale è inaugurata dal presidente Abdou Diouf durante la cerimonia ufficiale d'apertura al Teatro Nazionale Daniel Sorano. Il presidente del Comitato Scientifico Ousmane Sow Huchard recita – come nell'edizione precedente – un discorso di presentazione della Biennale, all'interno del quale mette in luce gli obiettivi principali dell'evento: rinforzare le strutture e i mezzi di formazione artistica, sostenere la creatività e l'industria culturale, sviluppare la stampa specializzata e il dibattito critico, promuovere il mecenatismo d'arte e incoraggiare misure volte alla circolazione dei beni artistici in Africa.

#### Esposizione internazionale
L'Esposizione Internazionale è allestita nuovamente al Museo dell'IFAN ed il Comitato Internazionale di Selezione e di Giuria seleziona 36 artisti, provenienti da 13 paesi. Per la prima volta partecipano artisti provenienti dal Sudafrica, dalla Tunisia e dall'Angola. In realtà, per problemi di spedizione, l'opera dell'artista dell'Angola Fernando Alvim non arriva mai alla Biennale di Dakar, ma è comunque inserita in catalogo. Secondo Gérard Xuriguera la Biennale del 1998 presenta essenzialmente opere pittoriche e il numero delle artiste donne è estremamente esiguo. Il senegalese Viyé Diba vince il Gran Premio Léopold Sédar Senghor, mentre il Premio Rivelazione del Ministro della Cultura è assegnato all'artista Godfried Donkor. Tra gli artisti presenti nell'Esposizione Internazionale di Dak'Art 1998 si possono ricordare Jane Alexander, Mthethwa Zwelethu, Cyprien Tokoudagba, Dominique Zinkpe, Goddy Leye (Kadjo Godfried), Barthélémy Toguo, Body Iseh Kingelez, Cheri Samba Wa Mbimba, Ananias Léki Dago, Babéhi Rachèle Crasso, Tamsir Dia, Godfried Donkor, Oladélé Ajiboyé Bamgboyé e Fatma Charfi; tra gli artisti senegalesi si possono ricordare El Hadji Mansour Ciss, Viyé Diba e Ousmane Ndiaye Dago. L'allestimento della Biennale migliora rispetto all'edizione precedente, ma ancora una volta l'allestimento è giudicato insoddisfacente.

#### I Saloni del Design e della Creatività Tessile
Il Salone del Design e della Creatività Tessile (non più separato come in Dak'Art 96, tranne che sul catalogo) è collocato all'Espace Vema, insieme ai risultati di due laboratori di design organizzati in Senegal nel 1995 e nel 1998 dal Goethe Institut di Dakar e dall'Espace Vema, con la partecipazione di 12 artisti senegalesi (nel 1995 sul tema Design e materiali di recupero e nel 1998 sul tema Il Banco).  
Il Salone del Design e della Creatività Tessile è curato da Diana Porfirio (membro del Comitato Internazionale di Selezione e di Giuria) ed è organizzato in cooperazione tra la Biennale, Afrique en Créations, l'Espace Vema e l'ADA, l'Associazione dei Designer Africani fondata durante e poco dopo la Biennale del 1996. Il Salone del Design e della Creatività Tessile accoglie 12 designer, 7 stilisti senegalesi e 12 artisti che hanno partecipato a due laboratori a Dakar nel 1995 e nel 1998. Tra i designer selezionati ci sono Yamo, Kossi Assou, Sylvia Andrianaivo, Cheikh Diallo, Oumou Sy, Aïssa Dione e tre designer del Madagascar che hanno partecipato al progetto ADEVA e che sono stati selezionati da Afrique en Créations. Afrique en Créations sceglie tre artisti malgasci che hanno partecipato al progetto ADEVA in Madagascar. Secondo l'articolo di Alexis Florence (responsabile di Afrique en Créations) Afrique en Créations ha un ruolo nella selezione di 5 artisti del Burkina Faso, nella selezione di Cheick Diallo del Mali e di Kossi Assou dal Togo.
Il premio della Creatività è assegnato a Issa Diabaté della Costa d'Avorio e a Claire Kane del Senegal.

#### Esposizioni individuali
Le Esposizioni Individuali sono organizzate alla Galleria nazionale e la selezione è allargata, includendo gli artisti della diaspora, provenienti cioè dalle comunità nere americane e dai Caraibi: sono invitati cinque artisti, dal Sudafrica, dall'Angola, dalla Tunisia, dagli USA e da Cuba. Le Esposizioni Individuali presentano le opere di Willie Bester (Sudafrica), Antonio Olé (Angola), Ahmed Hajeri (Tunisia/Francia), Carrie Mae Weems (USA) e Kcho (Cuba). Kcho organizza una performance sull'Isola di Gorée il 27 aprile 1998, durante la quale l'artista fa navigare sul mare cinque canoe in fiamme.

#### MAPA - Marché des Arts Plastiques Africaines
Il MAPA (non incluso nel catalogo della Biennale) è organizzato con circa 50 stand e 23 espositori provenienti da 10 paesi. Il MAPA riceve 170 candidature, ma gli espositori accolti sono 71. Gli ivoriani sono i più numerosi, con 4 stand. Il caso più felice registrato dal MAPA è la vendita in pochi giorni di tutte le opere del senegalese Modou Dieng. In realtà però le opere vendute in totale sono soltanto 72 e il successo maggiore del MAPA è la creazione di contatti da parte degli espositori: il Marché des Arts Plastiques Africaines si rivela un buon luogo d'incontro. Gli espositori ivoriani che presentano le loro opere all'interno del MAPA sono Aboubacar Fanny (con le opere di Jacobleu e di Monique Aggrey), Ebelle Gérard Marcel (con le sue opere e quelle di N'Guessan Désiré Koffi), Ayeva Médjéva (con le sue opere) e l'artista francese residente in Costa d'Avorio Cécile Dreyssé (con le sue opere).

#### Altre esposizioni e iniziative
Al Centro Culturale Blaise Senghor è organizzato il Salone Nazionale dell'Educazione Artistica (il Premio Giovane Talento è assegnato alla scuola CEM di Pikine-Est) e i laboratori di iniziazione e di espressione artistica per i bambini. 
Al Villaggio della Biennale è esposta ancora una volta la mostra d'artigianato d'arte.
La Casa della Cultura Douta Seck è il nuovo spazio utilizzato dalla Biennale, per ospitare i dibattiti, il MAPA (Marché des Arts Plastiques Africains), l'Esposizione di Pubblicazioni d'Arte e la Proiezione di film sull'arte africana.
La lettura di poesie - sempre organizzata alla Casa della Cultura Douta Seck - si svolge il 28 aprile 1998 con un omaggio a Jean-F. Brière e le testimonianze di Lucien e Jacqueline Scott Lemaine e del poeta Amadou Lamine Sall.
È organizzato un programma di animazione musicale e teatrale (in sedi varie) e la visita libera a siti turistici e agli atelier degli artisti senegalesi.

#### Dibattiti
I dibattiti si svolgono tra il 25 e il 28 aprile 1998 e hanno il titolo Il Mercato dell'arte africana, con particolare attenzione alla gestione e al management. Tra gli interventi – come riportano gli atti – vi è la presentazione di Simon Njami dell'artista Paul Ahyi, la presentazione degli artisti invitati per le Esposizioni Individuali e degli interventi moderati da Florence Alexis di Afrique en Créations sull'arte tessile africana (di Aïssa Dionne e Diana Porfirio) e sul design africano (di Benoît de Chassy, di Cheikh Diallo e di Nadine Paris). Sul management artistico parlano invece Anne-Judhith van Loock della Galleria Alpanos in Marocco, Philippe Boulakia dell'omonima galleria di Parigi, Skoto Aghowa dell'omonima galleria di New York e la gallerista senegalese Joëlle Busy Fall.

### Programma parallelo (off)
Tra gli eventi paralleli della Biennale di Dakar del 1998 sono organizzate esposizioni personali, collettive e progetti d'arte.
Tra le esposizioni personali si possono ricordare quelle di Viyé Diba (alla Galerie Arte), di Amadou Sow (alla Galerie Lézard), di Martial Guillot (Almadies), Serigne Mbaye Camara (nel negozio di Aïssa Dione) e di Babacar Sedikh Traore (nel suo studio). Il film di Moussa Touré è presentato al Teatro Daniel Sorano, mentre la mostra del fotografo senegalese Touré Mandémory, prevista nella città di Rufisque, è cancellata. Il Centro Culturale Francese organizza una mostra di Suweer, ovvero di pittura su vetro, a cura di Serigne Ndiaye. La Galerie Yassine presenta invece l'École de Dakar, attraverso le opere di Ibou Diouf, Ousmane Faye, Modou Niang, Oumar Katta Diallo, Maodo Niang, Amadou Seck, Diatta Seck, Chérif Thiam, Mor Faye (due opere da una collezione privata) e Issa Makhone Diop (scultore). Alla stessa mostra sono invitati anche degli artisti stranieri, tra i quali Joëlle Gonnot (Francia), Akué Adoboé, Folikoué Agasson (Togo) e Tony Okujéni (Nigeria).
Il Salon de la Jeune Création ivoirienne (Salone della Giovane Creazione Ivoriana) a cura di Yacouba Konaté è allestito nello Spazio Citroën (28 aprile-10 maggio 1998, l'inizio è posticipato di due giorni) ed è finanziato dalla Commissione Europea attraverso il programma di sostegno alle iniziative culturali PSIC-Côte d'Ivoire con un contributo di 8.000.000 franchi CFA [12.070,07 euro]. L'esposizione presenta un omaggio a Frédéric Bruly Bouabré (artista anziano, scoperto solo nel 1989 e non presente di persona a Dakar) e le opere di Tamsir Dia, Ludovic Fadoiro e Youssouf Bath, Jonas Anoma, Djo-Bi, Tiébena Dagnogo, César Dogbo, Muriel (o Murielle) Diallo, Mohamed Diabaté, Jacobleu, Issa Kouyaté, Etien (o Etienne) Lydie, Tamsir Dia, Youssouf Bath. All'inaugurazione della mostra sono presenti Gabrielle Von Brochowsky (rappresentante della Commissione Europea di Abidjan) e l'ambasciatore della Costa d'Avorio Alassane Salif N'Diaye.
Tra le altre collettive organizzate durante la Biennale del 1998 c'è la mostra al Goethe Institut (con opere di Soly Cissé, Camara Guèye, Modou e Jean Marie Bruce), una di artisti provenienti dal Burkina Faso (vicino all'Espace Vema), una organizzata da Cheik Niass nello Studio Joal (un hangar fuori Dakar), una nella Villa Aman (con opere di Mohamed Coulibaly, Boubacar Diagne, Cheick Diouf, Abdoulaye Mane e Martin Nostron) e una al Museo dell'IFAN, curata da Marième Samb-Meslin della Galerie MAM di Douala in Camerun (con gli artisti Joëlle M'pah Dooh e Claudie Epeti-Poinsard e con alcune opere di Salifou Lindou, Goddy Leye, Joseph-Francis Sumégné e del togolese Paul Ahyi; assente invece Pascal Kenfack). L'esposizione Poèmes à l'Infect, curata da Jean Michel Bruyère, presenta le fotografie di 13 bambini di strada. Il 28 aprile 1998 è organizzato un pomeriggio per i bambini, durante il quale – nelle strade vicino all'imbarcadero di Gorée – ragazzini delle scuole e del quartiere dipingono e disegnano davanti agli occhi del Ministro della Cultura e del Sindaco di Dakar. Il 27 aprile vengono allestiti sull'Isola di Gorée gli spettacoli Sons et Lumière e Le chant de l'exile per commemorare l'anniversario dei 150 anni dall'abolizione della schiavitù. La Settimana della Moda è organizzata da Oumou Sy nei locali di Metissacana con la partecipazione, tra gli altri, degli stilisti Katoucha, Alphadi, Claire Kane, Alpha Sidibé, Agnés Hekpazo e Joël Andrianomearisoa. Anche il designer senegalese Fagueye presenta le sue opere.

## Documentazione e caratteristiche
Il catalogo presenta l'Esposizione Individuale, il Salone del Design Africano e della Creatività Tessile, il Salone di Educazione Artistica e le Esposizioni Individuali; gli artisti – ordinati in base al paese di provenienza – sono elencati con l'immagine di una o più opere, ed una breve biografia. Nel catalogo sono pubblicati l'introduzione alla Biennale del Ministro della Cultura del Senegal Abdoulaye Elimane Kane e del Sindaco di Dakar Abdou Diouf, e dei saggi critici di Achille Bonito Oliva e dei curatori delle Esposizioni Individuali (Yacouba Konaté, Mary Jane Jacob, Alfons Hug, Ali Louati e Dominique Fontaine).
La pubblicazione quotidiana "Journal de la Biennale" era stata prevista, ma non viene realizzata.

### Formulari ricevuti
Per quanto riguarda i formulari di candidatura ricevuti dalla Biennale per l'edizione del 1998, le cifre differiscono notevolmente. Secondo il documento redatto da Ousmane Sow Huchard (Seminaire international d'evaluation de Dak'Art 98, Dakar, 05-06/01/1999) i formulari ricevuti sono 302 (di cui 15 per il design, 8 per l'arte tessile e 7 per la fotografia), secondo un documento redatto dall'Ufficio Stampa della Biennale del 2002 i formulari sono 254 (il documento indica anche il numero di formulari per ogni paese), mentre negli articoli pubblicati in occasione della Biennale, il numero dei formulari oscilla tra 290 e 301. Secondo Alassene Cisse, il Comitato Internazionale di Selezione e di Giuria sceglie durante la prima selezione 93 opere, che poi ridotte a 29 nella selezione definitiva.

### Recensioni e studi sulla Biennale di Dakar del 1998
Prima dell'apertura della Biennale, Achille Bonito Oliva (presidente di Dak'Art 1998) scrive un articolo per la rivista italiana L'Espresso sulle Biennali dell'Africa ed in particolare su quella di Dakar. La sua attenzione si concentra sulle opere che utilizzano materiali di recupero e dichiara che Dak'Art “chiude il cerchio con le Avanguardie occidentali e ribalta la discarica di veleni [i veleni della colonizzazione] nella visibilità di una geografia fertile e aperta al confronto con gli altri continenti e le altre culture”. Lo stesso saggio di Achille Bonito Oliva, incluso nel catalogo, sottolinea come “riproduzione” e “modello” siano due termini chiave dei meccanismi dell'arte contemporanea. In un altro articolo, Jean Loup Pivin e Simon Njami di "Revue Noire" mettono in discussione il ruolo della Giuria Internazionale, definita autoritaria e paternalista, e suggeriscono di includere nell'Esposizione Internazionale anche il design e l'arte tessile; apprezzano invece la presenza della fotografia, nonostante sia in alcuni casi soltanto amatoriale. Orlando Britto Jinorio di Atlantica nota il miglioramento della qualità delle opere rispetto all'edizione precedente e sottolinea l'importanza di aprire la Biennale anche agli artisti europei e delle Americhe. Assistono a Dak'Art 1998 anche Sabine Vogel (per "Universes-in-Universe") e il giornalista belga Roger Pierre Turine, che l'anno successivo dirige la pubblicazione quotidiana della Biennale.
Il Seminario Internazionale di Valutazione della Biennale si svolge a Dakar il 5 e il 6 gennaio 1999. La relazione – più dettagliata rispetto all'edizione della Biennale del 1996 – è redatta da Ousmane Sow Huchard, presidente del Comitato Scientifico1. Il Seminario sottolinea l'esigenza di prolungare la durata dell'evento, di migliorare il MAPA e di aumentare il finanziamento del governo senegalese fino ad un terzo del budget totale al fine di assicurare una legittimità nazionale all'evento di fronte ai diversi partner. Il resoconto di valutazione mostra anche la diversità di sviluppo delle arti all'interno del continente africano, per sottolineare l'impossibilità di allargare automaticamente la partecipazione a tutte le nazioni dell'Africa. Durante l'incontro di valutazione, anche l'assenza o la scarsità a Dak'Art di artisti africani internazionalmente noti suscita una discussione: questi artisti parteciperebbero più facilmente alla Biennale se invitati direttamente dagli organizzatori o dai curatori.

## Partecipanti

### Esposizione internazionale
- Jane Alexander
- Fernando Alvim
- Ola dele Ajiboye Bamgboye
- Kevin Brand
- Fatma Charfi (Fatma M'Seddi Charfi)
- El Hadji Mansour Ciss
- Babéhi Rachèle Crasso
- Tiébéna Dagnogo
- Ananias Léki Dago
- Tamsir Dia
- Viyé Diba
- Godfried Donkor
- Aboudramane Doumbouya
- Tchale Figueira
- Mcline Hien
- Ibrahima Kebe
- Jean-Baptiste Bodys Isek Kingelez
- Amadou Leye
- Goddy Leye
- Salifou Lindoun
- Pat Mautloa
- Luis Meque
- Zwelethu Mthethwa
- Ousmane N'Diaye Dago
- Ndou Owen
- Freddy Ramabulana
- Cheri Samba wa Mbimba
- Khaled Ben Slimane
- Joseph Francis Sumégné
- Edith Taho
- Gaspard Vincent Tatang
- Barthélémy Toguo Tamokoné
- Cyprien Tokoudagba
- Dominique Zinkpé
- Saidou Beyson Zoungrana

#### Salone del design
- Sylvia Andriamaivo
- Kossi Assou
- Issa Diabaté
- Cheick Diallo
- César Dogbo
- Alassane Drabo
- Annie Jouga
- Pape Youssou N'Diaye
- Claudine Rakotonena
- Hans Ranaivoson Tsikitsiky
- Babacar Sédikh Traoré
- Yamo

#### Salone del tessile
- Aftibas African Batik
- Aїssa Dione
- Amadou Diouma Diouf
- Claire Kane
- Sérigne N'Diaye
- Oumou Sy
- Mariam Traoré

#### Esposizioni individuali
- Willie Bester
- Ahmed Hajeri
- Kcho
- Antonio Ole
- Carrie Mae Weems

### Documenti dell'evento
- Dak'Art 98 – Biennale de l'Art Africain Contemporain (cat. esposizione) in “Cimaise Art Contemporain”, anno 45, n. 253, Paris, Aprile 1998, pp. 116.
- La Biennale de l'Art Africain Contemporain – Management de l'Art Africain Contemporain (Actes des Rencontres et Echanges de la Biennale DAK'ART 98), Dakar, 1999, pp. 71.
- DAK'ART 98 – Dossier de Presse, Dakar, 1998.
- DAK'ART 98 – Expoitation des Fishes d'Evaluation, Dakar, 6/1998.
- Huchard, Ousmane Sow. Seminaire International d'evaluation de DAK'ART 98, Dakar, 05-06/01/1999.
- Lista delle recensioni di DAK'ART 98, a cura del Segretariato Generale della Biennale.

### Articoli e recensioni
- Dak'Art 98 in “Revue Noire”, n. 26, 09-10-11/1997, p. 93.
- Fresia, Marion. Dak'Art 98 – Le Jury international se penche sur 290 œuvres in “Sud Quotidien”, n. 1403, 09/12/97.
- Cisse, Alassane. Six Sénégalais sélectionnés. Dak'Art 98 – Exposition internationale in “Sud Quotidien”, n. 1407, 13/12/97.
- Mbaye, El Hadj A. Dak'Art 98 aura lieu en Avril in “Le Soleil”, n. 8276, 02/01/98.
- Diallo, Mamadou Alpha. Le jury de Dak'Art contesté par des artistes non sélectionnés in “Tempo”, n. 001, 02/1998, p. 12.
- N'Komo, Henri. 9 Ivoriens sélectionnés in “Fraternité Matin”, n. 9967, 06/01/98.
- Man Jusu, K.K. L'accent sur le Marche – Biennale des arts de Dakar in “Fraternité Matin”, n. 9967, 06/01/98.
- Diop, Jean Meïssa. Comment une école devient espace culturel in “Walfadjri”, n. 1803, 18/03/98, p. 9.
- Dak'Art 98 – la biennale de l'art africain contemporain, 4/1998, pp. 22–23.
- Bagnon, Francis. 1. Dak'Art 98 – La Biennale de la rupture in “Le Jour”, n. 968, 21/04/98.
- Bagnon, Francis. 2. La percée des arts ivoirians in “Le Jour”, n. 969, 22/04/98.
- Pires, Jean. Applui renouvlé de l'Union européenne in “Le Soleil”, n. 8366, 22/04/98.
- Cisse, Alassane. Les Six Sénégalais de le Biennale in “Sud Quotidien”, n. 1511, 22/04/98.
- Sarre, Ismaïla. La Touche de l'Union Européenne in “Sud Quotidien”, n. 1511, 22/04/98.
- Bagnon, Francis. 3. Les artistes ivoirens tiennent salon in “Le Jour”, n. 970, 23/04/98, p. 11.
- Egora, Claire. L'œil à l'affût de l'insolite. Ananias Leki Dago, photographe in “Le Jour”, n. 970, 23/04/98, p. 11.
- Bonito Oliva, Achille. Niente inciucci, siamo africani in “L'Espresso”, 30/04/98, pp. 128–129.
- Mbaye, Massamba. Au début était… L'école de Dakar expose à Yassine Art Galerie in “Le Matin”, n. 395, 30/04 - 01/05/98.
- Cisse, Alassane. “L'Art doit circuler” – Marieme Samb (galeriste) in “Sud Quotidien”, n. 1519, 02-03/05/98.
- Mbaye, Massamba e Mansour Diouf. En attendant le bilan… Dak'Art 98: le comité d'organisation face à la presse in “Le Matin”, n. 397, 04/05/98.
- Man Jusu, K.K. Le marché des arts est né – MAPA in “Fraternité Matin”, 05/05/98, p. 11.
- Man Jusu, K.K. Les deux nouveautés – La photo et le textile in “Fraternité Matin”, 05/05/98, p. 11.
- Man Jusu, K.K. Un cheveu sur la soupe? – Salon ivoirien in “Fraternité Matin”, 05/05/98, p. 11.
- Dakar, Art 98 – Acte de presance Guid'Art in “Nouvel Horizon”, n. 117, 08/05/98, pp. 4–6.
- Boni, Tanella. Lieux de mémoire, sons et lumières in “Fraternité Matin”, 09-10/05/98, p. 14.
- Man Jusu, K.K. “Dakar m'a fait réfléchir” – Issa Diabaté (Prix de la créativité) in “Fraternité Matin”, 12/05/98, p. 8.
- Man Jusu, K.K. Mécénat d'Etat. Compuscrit in “Fraternité Matin”, 12/05/98, p. 8.
- N'Koumo, H. Le phénomène Willie Buster in “Fraternité Matin”, 12/05/98, p. 9.
- Boni, Tanella. Au-delà de l'art, la poésie in “Fraternité Matin”, 12/05/98, p. 9.
- Xuriguera, Gérard. Dak'Art 98. Petitia Fièvres et Supplément d'âme in “Cimaise”, n. 254, 05-06/1998, pp. 81–82.
- Pivin, Jean Loup e Simon Njami. Dak'art 1998 in “Revue Noire”, n. 29, 06-07-08/1998, pp. 76–79.
- Pivin, Jean Loup e Simon Njami. Young Design Fair in “Revue Noire”, n. 29, 06-07-08/1998, pp. 80–81.
- Fall, Yatma. DAK'ART 98 – L'art sous toute ses facettes in “Continental”, n. 5, 06-07-08/1998.
- Fall, Yatma. Entretien avec M. Rémi Sagna in “Continental”, n. 5, 06-07-08/1998.
- Alexis, Florence. Dak'Art 98 in “La Lettre d'Afrique en Créations”, n. 21, 07-08-09/1998.
- Chika Okeke, Dak'Art '98: An Interview with the 3rd Dakar Biennale Director Remi Sagna in "NKA", n. 8, Spring/Summer 1998,
- Britto Jinorio, Orlando. Dak'Art 98 in “Atlantica”, n. 21, 1998, pp. 188–191.
- Vogel, Sabine. DAK'ART 1998. Africa Light (traduzione in inglese) in “Universes in Universes” http://www.universes-in-universe.de, 1998.
- Dak'Art 98 (notizia breve) in “Co@rtnews”, n. 1, 02/1999.
- Bonito Oliva, Achille. Le identità dell'Africa e Dak'Art 98 in “Africa e Mediterraneo”, n. 28-29, 02-03/1999, pp. 17–18.
- Florence, Alexis. DAK'ART 98 in “Culture Europe”, n. 28, 12/1999.
- Le plasticien Jacob Bleu s'interroge in “Le Jour”, n. 1881, 20/06/01.
- Diedhiou, Djib. Quand la Banque Mondial s'investit dans l'Art in “Convergences”, n. 3, pp. 19–20.
- Turine, Roger Pierre. Dak'Art 98: en lice l'art africain contemporain – Rencontre et réflexions opportunes in “La Libre Belgique”, 1998, pp. 108–111.
- Lintig, Bettina von. Dak'Art 98 – Biennale de l'Art Africain Contemporain in “Cockatoo Pressonline” http://www.dieblauensteiten.de[collegamento interrotto].
- Pensa, Iolanda. La Biennale di Dakar, tesi di laurea, relatore Luciano Caramel e correlatore Francesco Tedeschi, Università Cattolica di Milano, Laurea in lettere e filosofia, 2003 (CC-BY-SA).